# Óscar Brauer Herrera
Oscar Brauer Herrera (Xalapa, Veracruz; 14 de diciembre de 1922) es un ingeniero agrónomo y político mexicano. Fue secretario de Agricultura y Ganadería durante el gobierno de Luis Echeverría Álvarez entre 1973 y 1976.
A Óscar Brauer se le atribuye una anécdota la cual no se ha podido confirmar su veracidad, con la que se ejemplifica el uso de los campesinos y las organizaciones que los agrupaban en la época de dominio del Partido Revolucionario Institucional (PRI) con fines únicamente electorales: En una gira que realizaba por Yucatán, el entonces secretario de Agricultura Óscar Brauer tuvo un acto con un numeroso grupo de campesinos ejidatarios miembros de la Liga de Comunidades Agrarias de Yucatán, (Sección de la Confederación Nacional Campesina, el sector campesino del PRI, en Yucatán) y los periodistas que cubrían la gira comenzaron a interrogar a los campesinos acerca de métodos de siembra y trabajo agrícola, ante esto, Oscar Brauer le dijo a un reportero: 

No los moleste con eso. Ellos no están organizados para sembrar, sino para votar